# Anoectangium spathulatum
Anoectangium spathulatum är en bladmossart som beskrevs av Mitten 1863. Anoectangium spathulatum ingår i släktet Anoectangium och familjen Pottiaceae. Inga underarter finns listade i Catalogue of Life.